# Adverbfras
En adverbfras (engelska: adverbial phrase) är en fras som har ett adverb som huvudord.
Hon pratar mycket.
Förmodligen pratar hon just nu.
Här ute på landet hälsar man på alla.